# Ausiliatrici delle anime del Purgatorio
Le ausiliatrici delle anime del Purgatorio (in francese  Auxiliatrices des Âmes du Purgatoire) sono un istituto religioso femminile di diritto pontificio: le suore di questa congregazione pospongono al loro nome la sigla S.A.

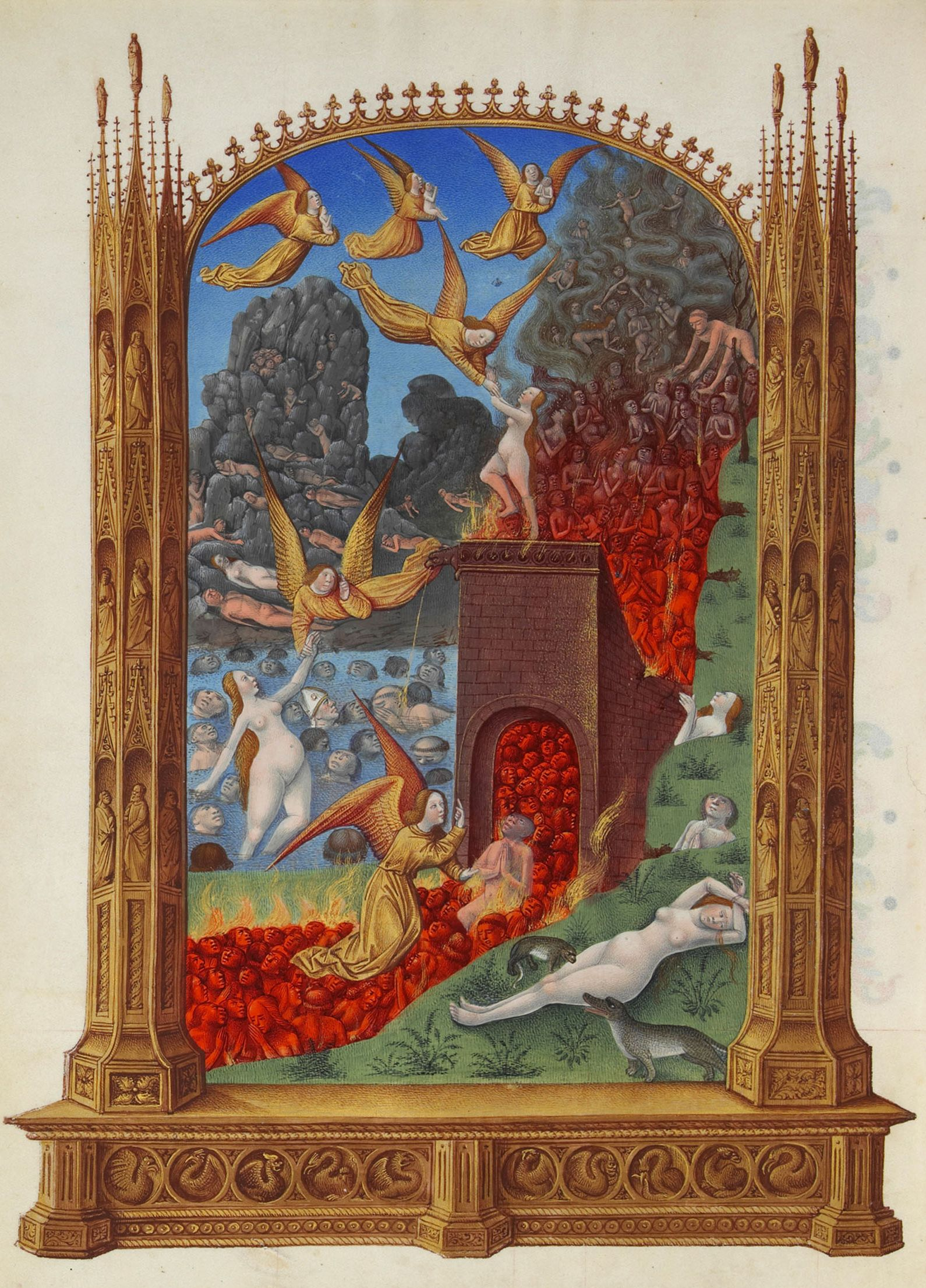
Le anime del Purgatorio portate in cielo dagli angeli: miniatura nel libro d'Ore del duca di Berry, Chantilly, Musée Condé

## Storia
L'istituto venne fondato dalla religiosa francese Eugénie Smet (1825-1871): appartenente ad un'agiata famiglia borghese di origine fiamminga, allieva a Lilla delle religiose della Società del Sacro Cuore di Gesù, nel novembre del 1853 istituì una pia associazione di fedeli impegnata a pregare in suffragio delle anime del purgatorio.
Dietro suggerimento di Jean-Marie Vianney, ebbe l'intuizione di trasformare la sua comunità in una congregazione religiosa, che ebbe formalmente inizio a Parigi il 19 gennaio 1856. L'istituto della Smet ebbe l'approvazione diocesana il 16 settembre 1858 e ricevette il pontificio decreto di lode il 6 agosto 1869; le sue costituzioni, redatte sul modello di quelle della Compagnia di Gesù, vennero approvate dalla Santa Sede il 25 giugno 1878.
La fondatrice (in religione madre Maria della Provvidenza) è stata beatificata  da papa Pio XII il 26 maggio 1957.

## Attività e diffusione
Il fine delle ausiliatrici è quello di cooperare alla liberazione delle anime dal Purgatorio attraverso la pratica di ogni genere di opere di misericordia; in accordo con la spiritualità ignaziana che caratterizza l'istituto, le suore non sono legate a nessuna forma specifica di apostolato, ma cercano di adattarsi alle necessità delle persone e dei luoghi dove operano.
Le religiose sono presenti in Europa (Austria, Belgio, Francia, Germania, Italia, Regno Unito, Romania, Spagna, Svizzera, Ungheria), in Africa (Camerun, Ciad, Ruanda), nelle Americhe (Canada, Colombia, Messico, Nicaragua, El Salvador, Stati Uniti d'America) e in Asia (Cina, Giappone, India, Taiwan); la sede generalizia è a Parigi.
Al 31 dicembre 2005, la congregazione contava 662 religiose in 126 case.